# Аркаул (Благовещенский район)
Аркаул (баш. Аркауыл) — деревня в Благовещенском районе Башкортостана, относится к Старонадеждинскому сельсовету.

## Население
| 2002 | 2009 | 2010 |
| ---- | ---- | ---- |
| 108  | ↗109 | ↘93  |

Национальный состав
Согласно переписи 2002 года, преобладающая национальность — башкиры (73 %).

## История
Аркаул — первые достоверные сведения об этом населенном пункте относятся к 1920 году, более ранних упоминаний нет. Тогда это было небольшое поселение на 22 двора, где проживало 107 человек.
До 1930 года деревня находилась в Надеждинской волости Уфимского кантона, тогда же был создан колхоз «Берлек». В 1950 году деревня вошла в колхоз имени Кирова, а через несколько лет — в состав колхоза «Урал».
До 2008 года Аркаул входил в состав Быковского сельсовета, в наше время деревня относится к Старонадеждинскому сельсовету.

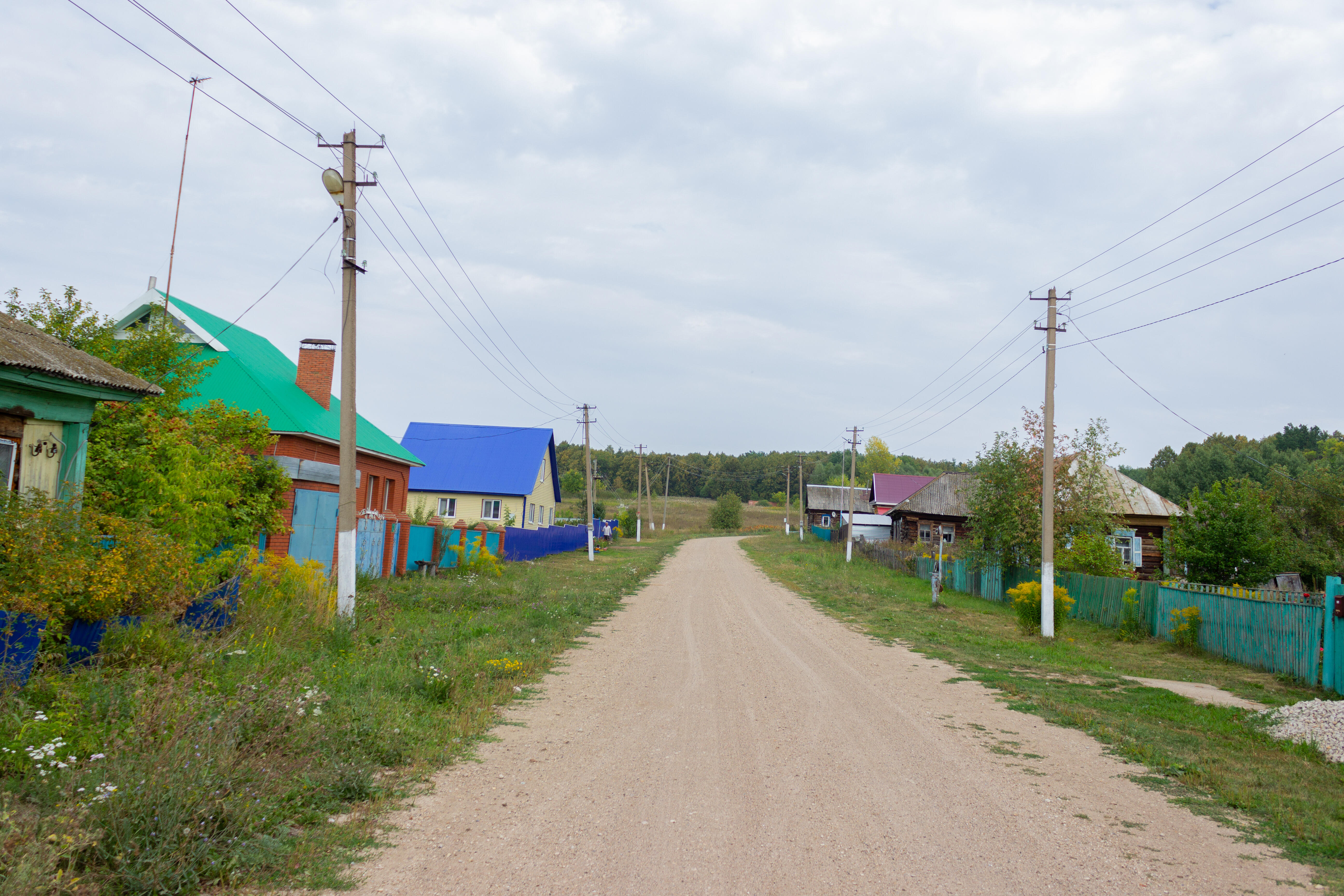
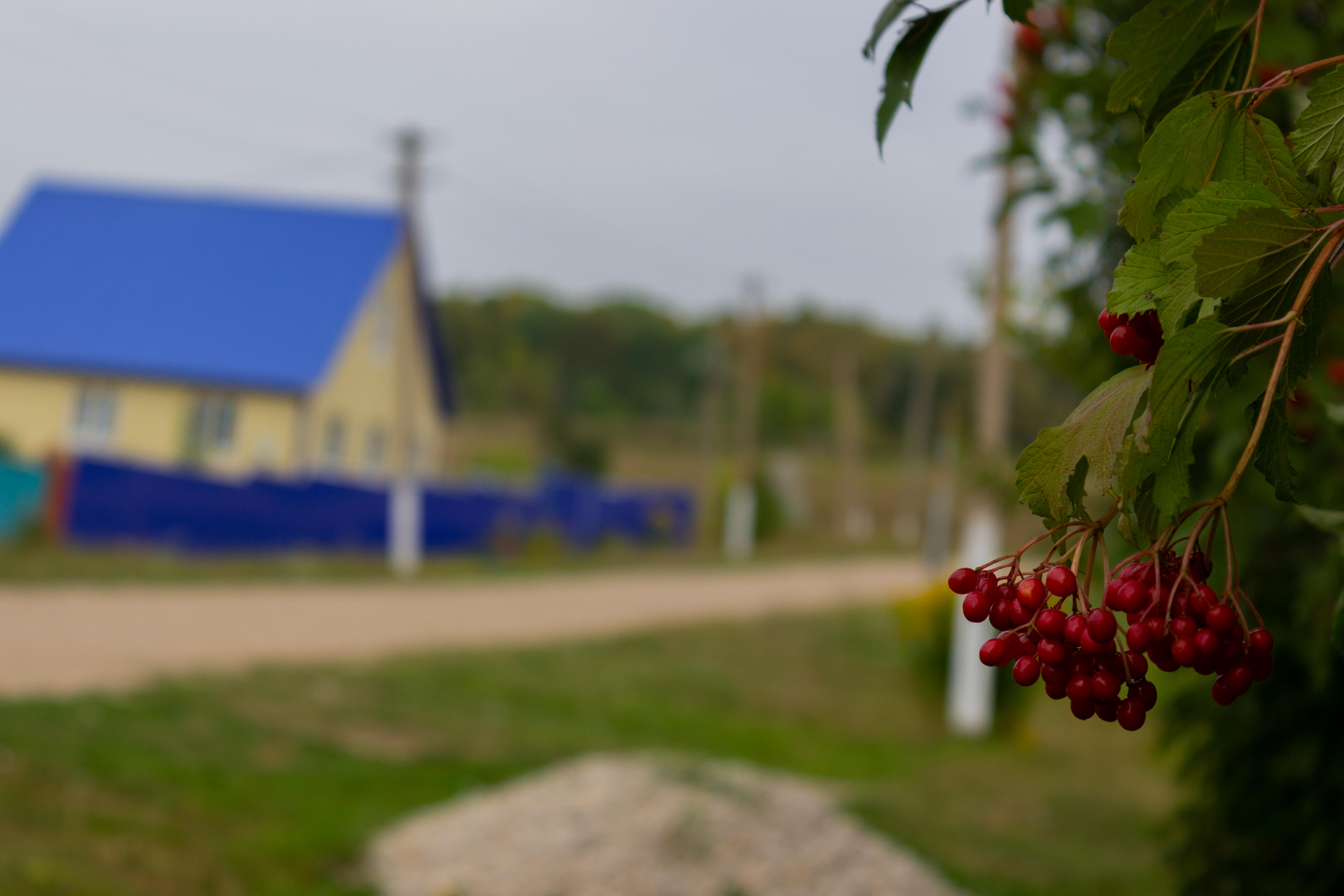
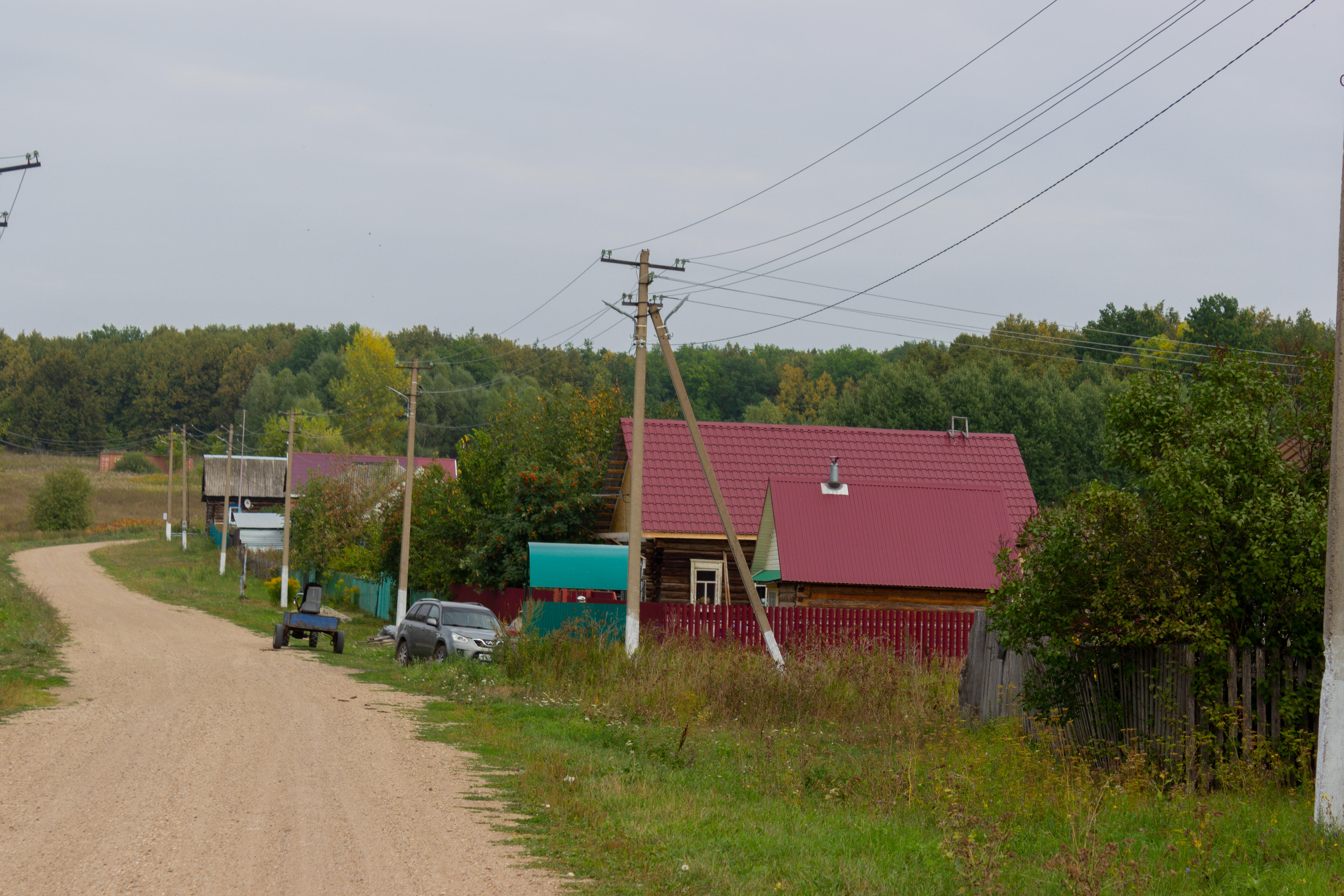
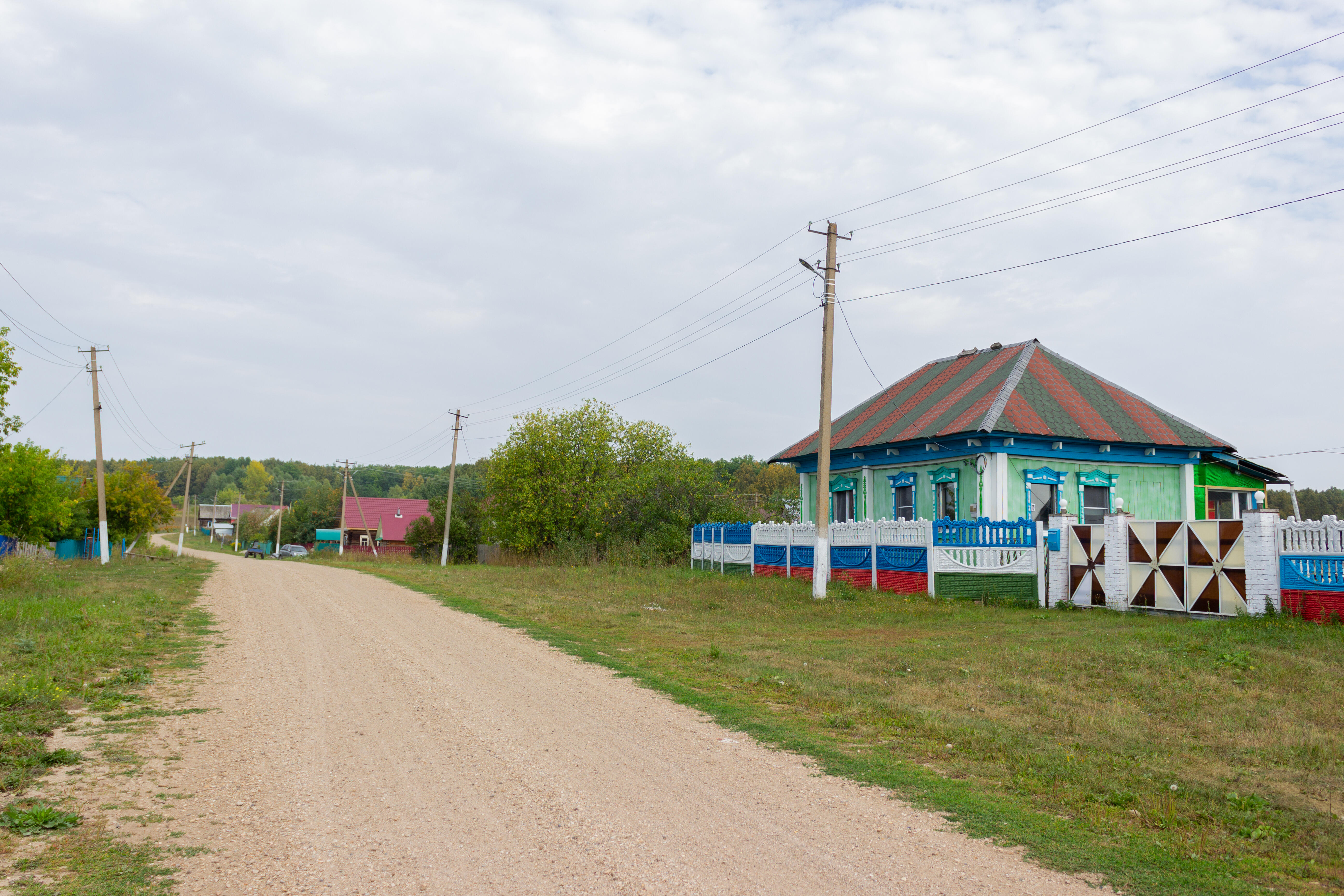

## Географическое положение
Расстояние до:
- районного центра (Благовещенск): 42 км,
- центра сельсовета (Ахлыстино): 8 км,
- ближайшей ж/д станции (Загородная): 51 км.